# Telemetri

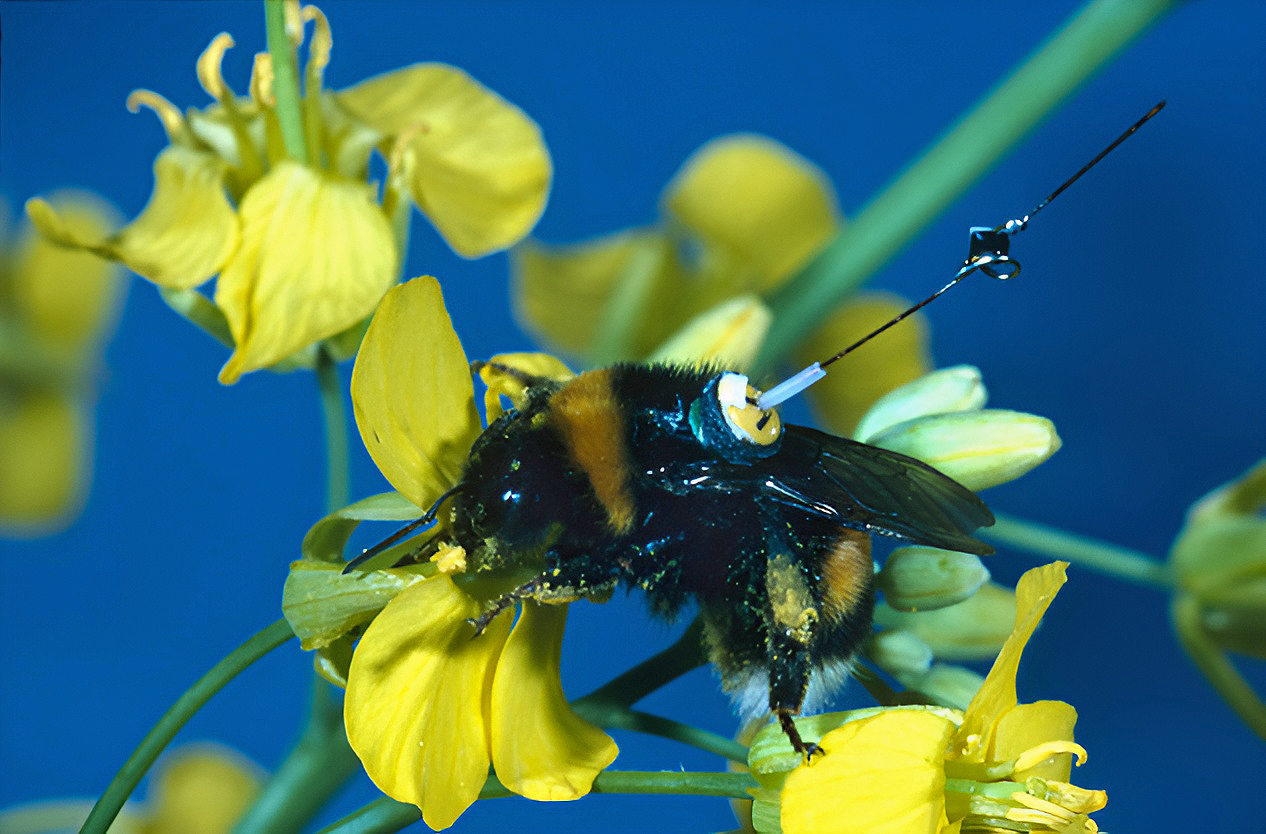
En humla med transponder besöker en rapsblomma.

Telemetri (av grekiskans 'tele' och 'metros') betyder egentligen fjärrmätning. Telemetri är trådlös överföring av mätdata från ett mätobjekt.

## Överföring av mätdata
Överföringen av mätdata kan ske via radiovågor eller optiskt med hjälp av till exempel infrarött ljus eller laser. Såväl analoga som digitala system förekommer, men på senare tid har de digitala blivit helt dominerande på marknaden. Beroende på situation och prestandakrav (realtidskrav, räckvidd, överföringskapacitet m.m.) kan man använda standardlösningar som till exempel WLAN, radiomodem och GSM eller utveckla speciallösningar. Telemetriutrustningar kan indelas i två huvudkategorier, långdistans och kortdistans.
- Långdistanstelemetri används på avstånd från några meter ända till rymdfarkoster hundratusentals kilometer bort. Oftast sker överföringen mellan ett fordon av något slag, till exempel ett provflygplan, en tävlingsbil etc. och en central mätdatainsamlingsstation. Vid långdistanstelemetri samlas normalt alla mätdata från olika källor ihop med hjälp av ett mätsystem i fordonet och skickas över en gemensam kanal.

- Kortdistanstelemetri används på mycket korta avstånd, upp till ett par meter. Sådan telemetri finns på grund av att det av praktiska skäl inte går att ha ledningar mellan mätdatainsamlingen och mätobjektet, till exempel då man vill mäta på en roterande maskin. Dessa utrustningar är oftast mycket små (tändsticksask eller mindre) och innehåller all elektronik som krävs för att utföra mätningen och sända mätdata. Oftast skickas bara mätvärden från en eller ett par givare över en kanal.

## Medicin
I medicinskt sammanhang innebär telemetri kontinuerlig övervakning av patienters hjärtverksamhet. Elektroder för att mäta EKG kopplas in mot ett övervakningssystem där sjukvårdspersonal kan följa förändringar över tid och där systemet kan larma om farliga tillstånd.